# Like a Virgin (Alexandra Stan)
Like a Virgin è un singolo della cantante rumena Alexandra Stan, pubblicato il 24 gennaio 2017 come singolo digitale. Il brano è una cover della celebre hit Like a Virgin della cantante italo-americana Madonna.

## Tracce
- Download digitale

1. Like a Virgin (Thrace Remix Extended)
2. Like a Virgin (Thrace Remix)
3. Like a Virgin (Thrace Rework Extended)
4. Like a Virgin (Thrace Rework)